# Пожонь (комитат)
Комитат По́жонь (венг. Pozsony vármegye; также Пресбургский комитат) — административная единица в составе Венгерского королевства. Практически полностью располагался на левом берегу Дуная.

## География

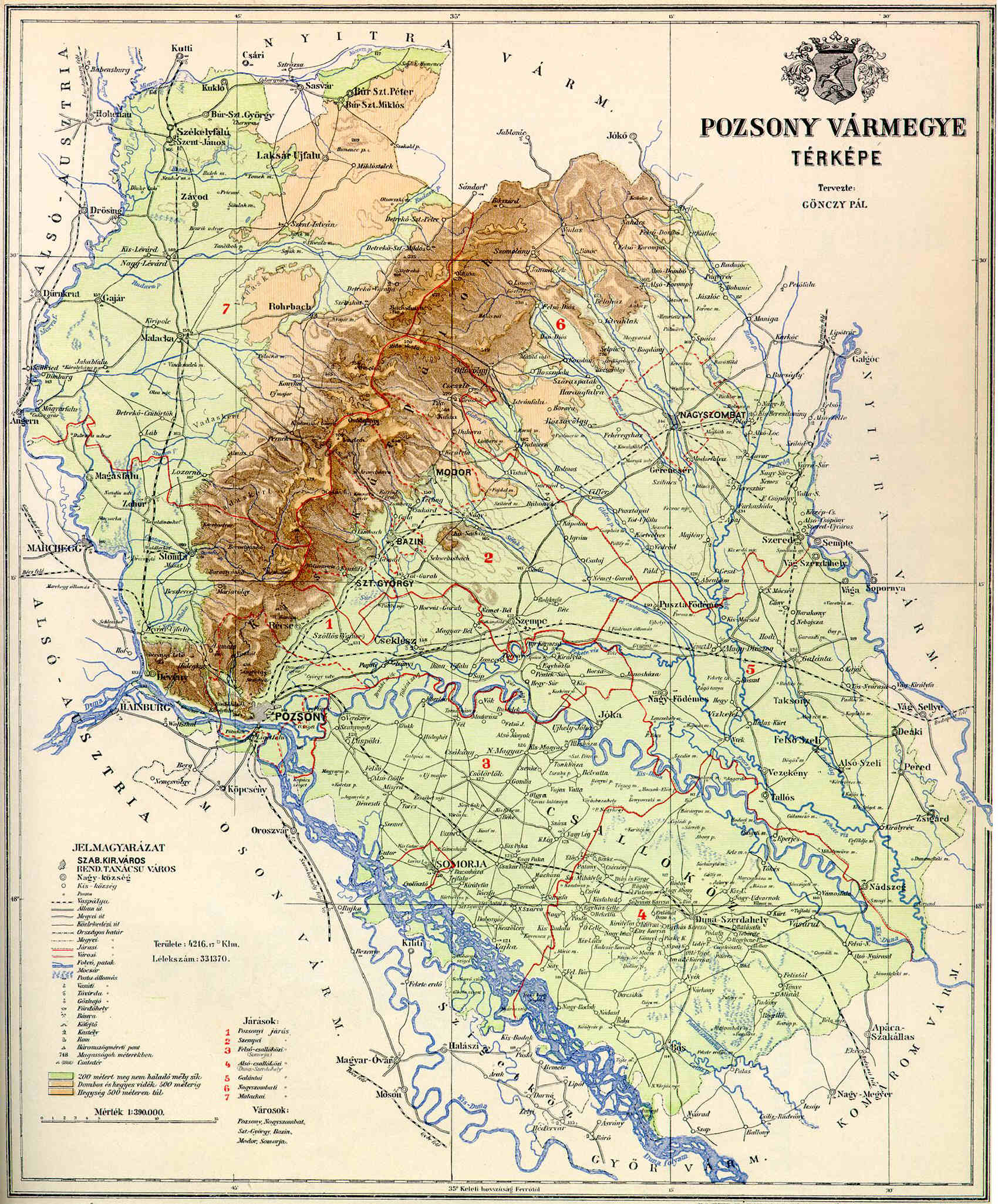
Карта комитата Пожонь в 1890 году.

На юге природной границей комитата был Дунай, на западе — его приток Морава, а на востоке — другой дунайский приток Ваг.
Комитат граничил:
- на западе — с австрийской коронной землёй Нижняя Австрия,
- на востоке и севере — с комитатом Нитра,
- на юго-востоке — с комитатом Комаром,
- на юге — с комитатом Дьёр и
- на юго-западе — комитатом Мошон.

Площадь: 4311 км². Малые Карпаты рассекали на две части. Северо-западная, пограничная с Нижней Австрией, часть комитата, орошавшаяся Моравой, состояла местами из болотистой или песчаной почвы; остальные части очень плодородны.
Жителей в 1890 году: 331 370, словаки, мадьяры и немцы, преимущественно католики (24 000 человек евангелического исповедания и 21 000 евреев).
Скотоводство, земледелие, оживленная торговля и промышленность.